# Burgreste Bärenthal
Burgreste Bärenthal bezeichnet die abgegangene Burg Neu-Hohenberg bei der Gemeinde Bärenthal im Landkreis Tuttlingen in Baden-Württemberg.

## Geographische Lage
Der Burgstall der Spornburg liegt rund 500 Meter südöstlich der Ortsmitte von Bärenthal in steiler Spornlage auf 758 m ü. NHN über dem Tal der Bära.

## Geschichte
Vermutlich entstand die kleinen Burganlage um die Mitte des 12. Jahrhunderts. Als mögliche Gründer werden die Grafen von Zollern genannt. Als spätere Besitzer der 1334 erstmals urkundlich bezeugten „vesti zu der nuwen Hohenberg“ sind die mit den Zollern verwandtschaftlich verbundenen Grafen von Hohenberg belegt. Die Burg wurde um die Mitte des 14. Jahrhunderts aufgegeben, möglicherweise im Zusammenhang mit dem großen Erdbeben von 1348. Von der ehemaligen Burganlage zeugen noch geringe Kleinquader- und Buckelquadermauerwerkreste.

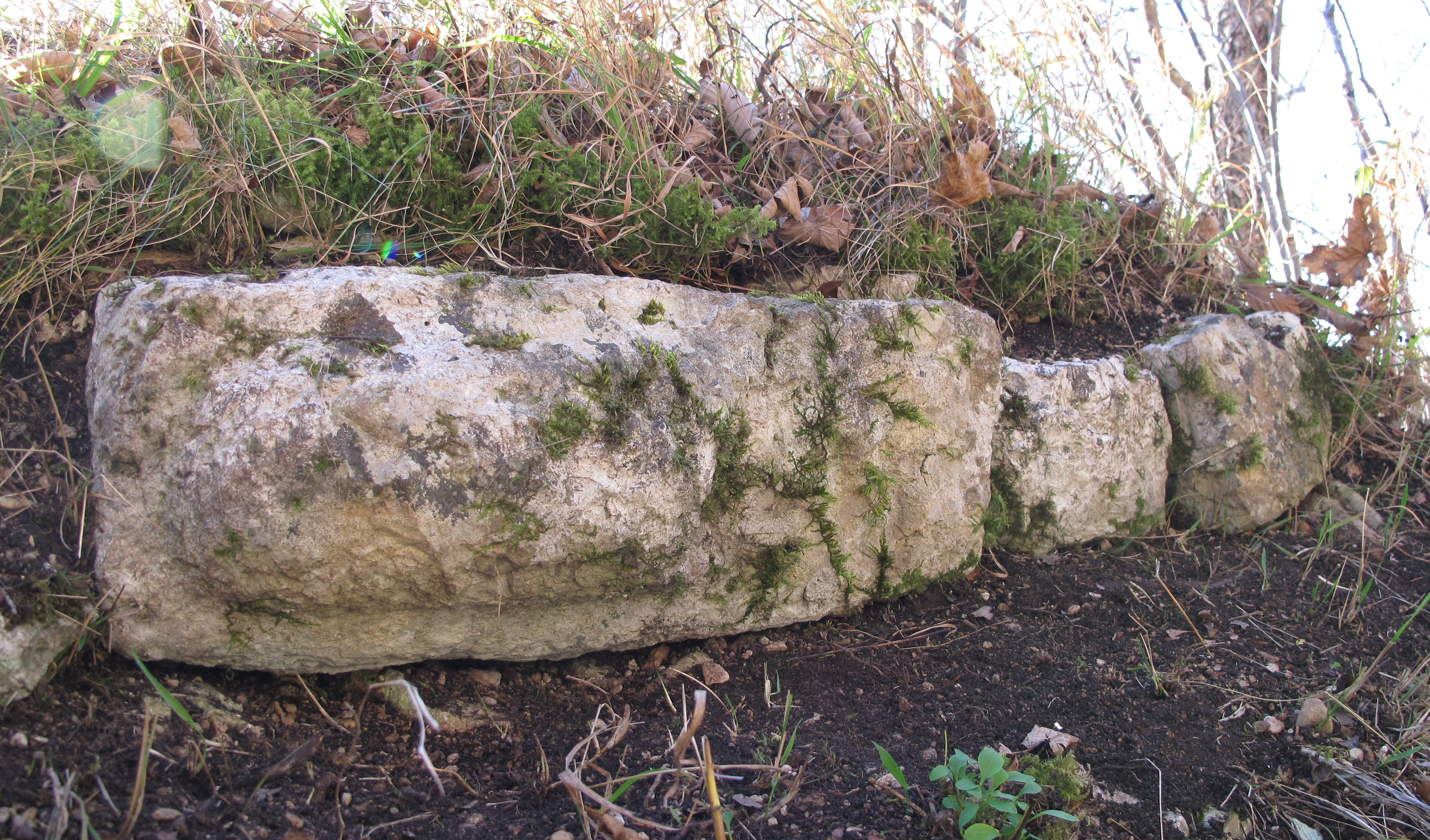
Kalksteinmauerrest mit Kleinbuckelquadern auf der östlichen Burgfelsseite